# Keisuke Ueda
Keisuke Ueda (植田 圭輔 Ueda Keisuke?,  Prefectura de Osaka, Japón, 5 de septiembre de 1989) es un actor, seiyū y tarento japonés, afiliado a Clutch Corporation.

## Biografía
Ueda nació el 5 de septiembre de 1989 en la prefectura de Osaka, Japón. En 2006, Ueda fue finalista del 19.º Junon Super Boy Contest de la revista Junon. También fue miembro del grupo "Triple K" junto a Minehiro Kinomoto y Yūya Kido, también finalistas del concurso de Junon.
Ueda debutó en 2007 en la adaptación a musical de Shōnen Onmyōji, donde interpretó el rol principal de Abe no Masahiro. Desde su debut, Ueda aparece principalmente en musicales y obras de teatro.

## Filmografía

### Teatro
- Osaero (2006)
- Rokujō Hitomade Itoshi Teru (2007)
- Shōnen Onmyōji (2007) como Abe no Masahiro
- KissMeYou ~Ganbatta Shinpū-tachi e~ (2008)
- Sengo 62-nen o Tobikoete ~Futatsu no tokkōtai no Monogatari~ (2008)
- The Long Kiss★God Night (2008) como Kitto
- The Butterfly Effect (2008-09) como Vorin
- Ubakura ~Ubakura~ (2009, Teatro Metropolitano de Tokio) como Shōichi Monzen
- Bakumatsu Taiyō den ~Run&Run Sono Jōnetsu no Yukue~ (2009, Kichijoji Theatre) como Aoi Sagisawa
- Kakketsu!! Gindama Kōkō Oen-dan ~Seishun☆Bangai-hen~ (2009)
- Sora no Kyōkai: Okada izō ibun (2014, Air studio)
- Takumi-kun series (2009) como Izumi Takabayashi
- Christmas Carol (2009)
- Thomas no Shinzō (2010, Kinokuniya Hall) como Ante
- Romeo×Juliet (2010) como Juliet
- Natsume Sōseki Suiri-chō: Dairokuten maō no Saigo (2010) como Tarō Hirai (Ranpo Edogawa)
- The Blue Bird (2010)
- Nagareru Kumoyo: Mirai kara aiwokomete (2010)
- The Butterfly Effect: Neo Loneliness (2010) como Vorin
- Miracle Train: Ōedo sen e Yōkoso (2010) como Shiodome Iku
- Ashes and Diamonds (2011)
- Romeo×Juliet: Legend of painful heart (2011) como Juliet
- Harukanaru Toki no Naka de (2011) como Akira
- Snow flake The Long Kiss★God Night Bangai-hen (2011, Theater Green) como Kitto
- Ashes and Diamonds (2012) como Pizaya
- Oz (2012, Theatre Sunmall) como Rion / Peter
- Miracle Train: Ōedo-sen e Yōkoso 2nd approach (2012) como Shiodome Iku
- WORKING!! (2012, Teatro Hakuhinkan) como Cliente regular
- Versus (2012, Woody Theatre) como Masato Mikami
- Mother: Tokkō no haha tori hama tome Monogatari (2012, Nuevo Teatro Nacional (Tokio)) como Masao Shibata
- Yoru no Mirakuru☆Torein ~Ōedo-sen e Yōkoso~ Sweet Dream Express (2012, Shinjuku Face) como Shiodome Iku
- Yowamushi Pedal (2013-16) como Manami Sangaku
- Kyogen no Shiro no Oji (2013, Kichijoji Theatre) como Kanata
- Colud Nine (2013, Theatre Sunmall) como Usagikage
- La tempestad (2013, Big Three Theater) como Ariel
- Kūsō (2013, Theatre Fushikaden) como Invitado
- The Light (2013, Woody Theatre) como Invitado
- Lies and Truth (2013, Lower Monkey Theater)
- The Ascension of K (2013, Space Zero) como Narrador (K)
- Saimatsu Meidjizaru Fea ~Nenmatsuda yo! Minna shūgō!!~ (2013, Meijiza/NHK Osaka Hall) como Minamoto no Yukiie
- Persona 3: The Weird Masquerade (2014-17) como Aya Mochizuki
- Hansamu Rakugo Dai Shi-maku (2014-16, CBGK Shibugeki!!)
- Kaze no Bakkyarō!! ~Magokoro Shokudō-hen~ (2014, Theater Green/Box in Box Theater)
- K (2014-17)
- Bakafuki! (2014, Space Zero) como Caraken
- Shima no bakkyarō!! ~Magokoro Shokudō-hen~ (2014, Theater Green/Box in Box Theater)
- Boys★Talk (2014, Shinjuku Face) como Ume-chan
- Wild Half: Kiseki no Kakuritsu (2015, Rikkoukai) como Shōhei Abe
- Sengoku Musō: Sekigahara no Shō (2015, Theatre Senjyu) como Mitsunari Ishida
- Prince Kaguya (2015, Matsushita IMP Hall) como Él mismo (invitado)
- Hetalia: Axis Powers (2015-17) como Japón
- Noragami (2016-17, AiiA 2.5 Theater Tokyo) como Yukine
- Inferno (2016, Theatre G-Rosso) como Rikka
- Osomatsu-san on Stage: Six Men's Show Time (2016, Umeda Arts Theater) como Choromatsu
- Kengō Shōgun Yoshiteru (2016, Ex Theater Roppongi) como Hyōgosuke Matsuoka
- Ultra Heroes THE LIVE Acro Battle Chronicle 2016 (2016, Nagoya Civic Assembly Hall) como Invitado
- Shabake (2017, Kinokuniya Southern Theater) como Ichitarō
- Danganronpa 2: Goodbye Despair (2017, Zepp Blue Theater Roppongi/Morinomiya Piloti Hall) como Fuyuhiko Kuzuryu
- Tenka Muteki no Shinobi-dō' (2017, Theatre G-Rosso) como Shōnosuke
- Ōshitsu Kyōshi Haine (2017, Zepp Blue Theater Roppongi/Morinomiya Piloti Hall) como Heine Wittgenstein
- The Bambi Show ~2nd Stage~ (2017, CBGK Shibugeki!!)
- Bungō Stray Dogs (2017-18, Kaat/Morinomiya Piloti Hall/AiiA 2.5 Theater Tokyo) como Chūya Nakahara
- Butai Haiyū wa Date Janai! (2018, CBGK Shibugeki!!) como Invitado
- Hibana: Ghost of the Novelist (2018, Kinokuniya Hall/Matsushita IMP Hall)

### Televisión
- Unubore Deka (2010, TBS)
- Kamen Rider Wizard (2012, TV Asahi) como Satoshi Ishii / Lizardman
- Yowamushi Pedal (2016, BS SPTV)  como Manami Sangaku
- Yowamushi Pedal 2 (2017, BS SPTV) como Manami Sangaku
- Real - Fake (2019, MBS/TBS) como Yūsuke Ikuta

### Películas
- Lundy's (2009)
- Miss Boys!: Kessen wa Kōshien!? Hen (2011) como Kanata Miyama
- Miss Boys!: Jō no Yukue-hen (2012) como Kanata Miyama
- Bungō Stray Dogs: Beast (2022) como Chūya Nakahara

### Anime
- Yami Shibai (2013, TV Tokyo)[4]
- Ōshitsu Kyōshi Haine (2017) como Heine Wittgenstein[5]
- Akkun to Kanojo (2018) como Masago Matsuo[6]